# Kluky (district de Písek)
Pour les articles homonymes, voir Kluky.
Kluky (en allemand : Klauk) est une commune du district de Písek, dans la région de Bohême-du-Sud, en République tchèque. Sa population s'élevait à 619 habitants en 2020.

## Géographie
Kluky se trouve à 7 km à l'est-nord-est de Písek, à 42 km au nord-ouest de Ceské Budejovice et à 86 km au sud de Prague.
La commune est limitée par Záhoří au nord, par Albrechtice nad Vltavou à l'est, par Paseky au sud, par Písek au sud-ouest, et par Dolní Novosedly au nord-ouest.

## Histoire
Kluky fait partie de la région historique de Bohême.

## Administration
La commune se compose de deux quartiers :
- Dobešice
- Kluky u Písku (comprend les hameaux de Březí et Probulov)

## Patrimoine
|  |

## Transports
Par la route, Kluky se trouve à 10 km de Písek, à 55 km de Ceské Budejovice et à 127 km de Prague.